# Bautista Heguy
Bautista Heguy es un destacado jugador argentino de polo.

## Biografía

### Primeros años y antecedentes familiares
Nació el 18 de diciembre de 1970 en la Ciudad de Buenos Aires, Argentina, en una familia consagrada al polo durante tres generaciones. Su padre, Horacio y su tío Alberto Pedro integraron el histórico equipo de cuarenta goles Coronel Suárez. Su abuelo, Antonio, fue quien inició esta estirpe de exitosos polistas. Son polistas de alto hándicap sus hermanos Marcos y Horacio, como también lo fue su fallecido hermano Gonzalo.

### Carrera
En 1990, tras haber ganado el Campeonato Abierto Juvenil y la Copa General Belgrano, integró por primera vez el equipo Indios Chapaleufú I acompañando a sus hermanos y en reemplazo de Alex Garrahan. Con ellos se corona en 1991 campeón del Abierto Argentino de Polo. El mismo año logra otro Campeonato Abierto Juvenil y recibe su primer Olimpia de Plata (volvería a recibir el premio en 1992, 1993, 1996 y 2001).
Luego de estas victorias, Bautista alcanza por primera vez los 10 goles de hándicap. De ese modo su equipo Indios Chapaleufú I es el primero y único integrado por cuatro hermanos en alcanzar los 40 goles. La formación ganó también las ediciones 1992 y 1993 del Campeonato Argentino Abierto de Polo.
En 1992, además del Abierto de Palermo, logra el Campeonato Abierto Jockey Club, en Estados Unidos gana la World Cup y el International Open y en Inglaterra gana la Copa de la Reina, en Chile gana el Campeonato Abierto, en España obtiene la Copa del Rey y la Copa de la Puerta de Hierro. Corona su año ganando por segundo año consecutivo el Olimpia de Plata.
En 1993 Indios Chapaleufú I logra el tricampeonato en el Campeonato Argentino Abierto de Polo, obtiene el Campeonato Abierto de Polo del Hurlingham Club y vuelve a ganar el International Open en Estados Unidos. Bautista Heguy gana el Olimpia de Plata por tercera vez consecutiva.
En 1994 gana la Gold Cup de Estados Unidos, el Abierto de Hurlingham y es ternado para el Olimpia de Plata. En 1995 gana nuevamente el Campeonato Argentino Abierto de Polo con Indios Chapaleufú I, pese a la lesión que su hermano Horacio sufre jugando en Inglaterra, que había hecho temer una baja en el rendimiento del equipo. Bautista es ternado para el Olimpia de Plata nuevamente, que finalmente gana su hermano Marcos.
En 1996, logra el Abierto Los Indios–Tortugas, el Abierto de Hurlingham, pero pierde la final del Abierto de Palermo ante sus primos de Indios Chapaleufú II, aun así gana el Olimpia de Plata por cuarta vez. En 1998 gana el Abierto de Jugadores de Polo, nuevamente el Abierto de Hurlingham y es finalista del USA Open. En Estados Unidos gana el Premio al Mejor Jugador de Polo del año. Ese mismo año lanza su propia marca de equipamiento de polo "Bautista Heguy Polo Equipment". En 1999, gana el Abierto Club Chapaleufú y en el año 2000 la Fundación Konex lo elige para entregarle su prestigioso premio a la personalidad más influyente del Polo, mismo premio que obtendrá luego en 2010. El mismo año fallece en un accidente automovilístico su hermano Gonzalo.
En el año 2001, otro gran año de Bautista, juega uno de los mejores partidos de su vida en la final del Campeonato Argentino Abierto de Polo en Palermo. Tras recuperar un partido en el que perdía por 10 a 14 en el séptimo chukker, el tiempo reglamentario terminaba con el marcador 16 a 16, con 12 goles de Bautista. Finalmente, en el tiempo suplementario y con un gol de Mariano Aguerre, Indios Chapaleufú I obtuvo su sexto título.
Su hándicap le fue bajado a 9 tras finalizar la temporada 2008. En la temporada 2015, con 8 goles de hándicap, juega en Chapaleufú 'Cardón' junto a sus primos Alberto (h), Ignacio y Eduardo Heguy.